# Zone démersale

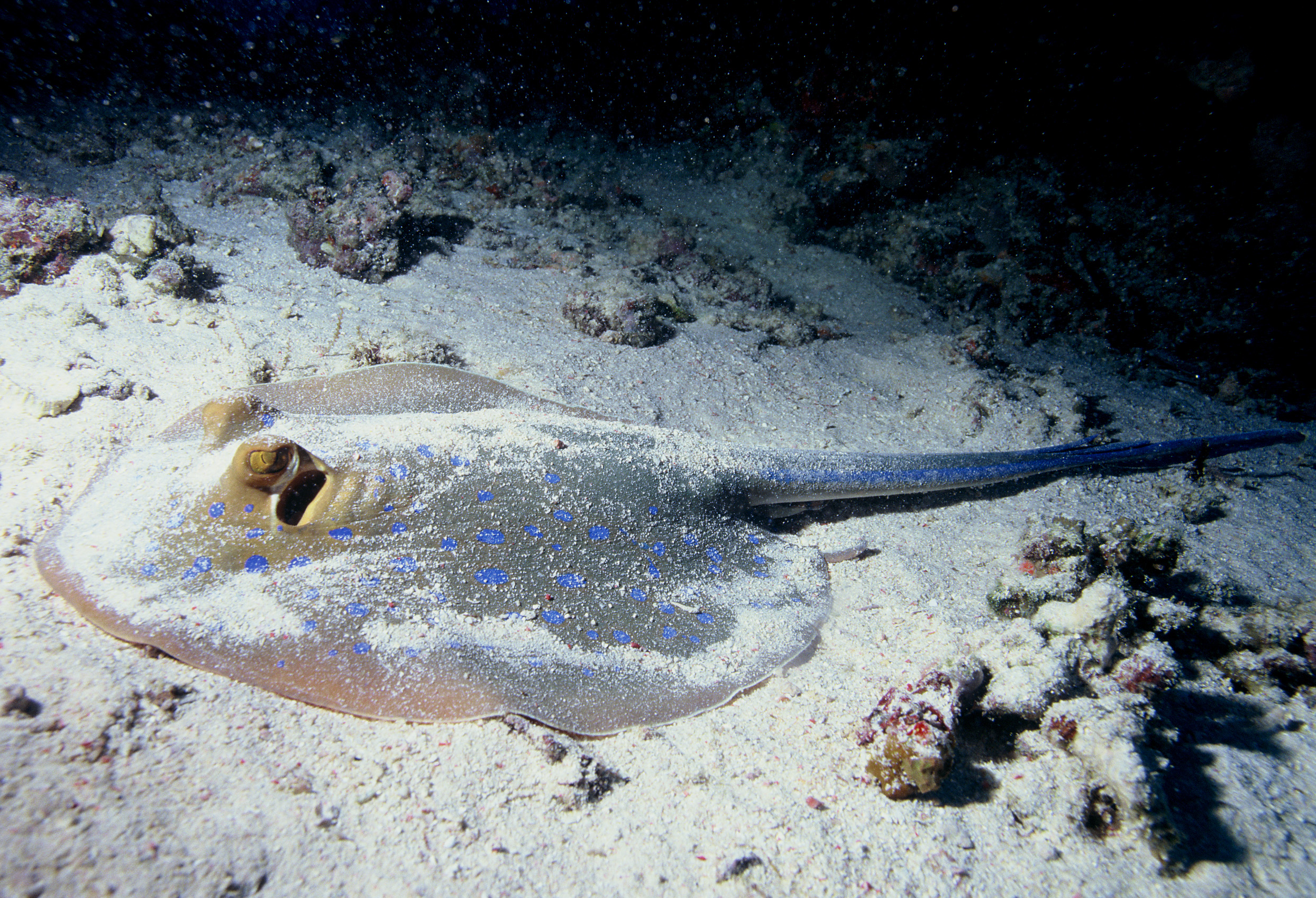
La raie pastenague à taches bleues vit dans la zone démersale, sur les fonds marins ou juste au-dessus.

La zone démersale comprend l'eau proche des fonds qu'ils soient marins ou d'eau douce, par opposition à la zone pélagique qui est la partie des mers ou océans comprenant la colonne d'eau. 
- Poissons démersaux, vivant dans la zone démersale.
- Pêche démersale, pratiquée dans la zone démersale.